# Уршалович Микола Петрович
Мико́ла Петро́вич Уршало́вич — полковник Збройних сил України.

## Життєпис
Його батько — офіцер органів внутрішніх справ, мама — учителька місцевої школи; навчався в Хмельницькій СШ № 11. Закінчив Пермське вище командне училище МВС СРСР.
Проходив службу у внутрішніх військах, Львів, на факультеті внутрішніх військ Академії прикордонної служби в Хмельницькому, очолював штаб хмельницької частини внутрішніх військ.
Заступник начальника оперативного управління — начальник відділу планування службово-бойової діяльності та бойової готовності штабу Головного управління внутрішніх військ. Брав участь у врегулюванні конфлікту поблизу Фергани.
Брав участь у боях за визволення Слов'янська, у зоні бойових дій перебував з початку червня по серпень 2014-го.

## Нагороди
- 19 липня 2014 року — за особисту мужність і героїзм, виявлені у захисті державного суверенітету та територіальної цілісності України, вірність військовій присязі під час російсько-української війни, відзначений — нагороджений орденом «За мужність» III ступеня.
- 25 березня 2020 року — медаллю «За військову службу Україні»[1]